# الحملات الدعائية للرقيق الأبيض

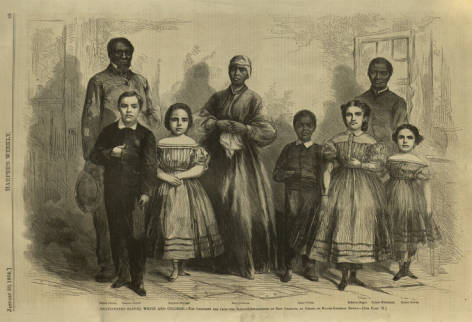

الدعاية المتعلقة بالرقيق الأبيض هي المصطلح الذي يُطلق على الدعاية، وخاصة الصور الفوتوغرافية والصور المنقوشة على الخشب، وكذلك الروايات والمقالات والمحاضرات العامة، عن العبيد ذوي الأعراق المختلطة والبشرة البيضاء، والتي استُخدمت أثناء الحرب الأهلية الأمريكية، وما قبلها، لتعزيز قضية التحرير من العبودية وجمع الأموال لتعليم العبيد السابقين. تضمنت الصور أطفالًا يغلب عليهم الملامح الأوروبية، وقد جرى تصويرهم إلى جانب أرقاء، بالغين سود البشرة، من ذوي الملامح الأفريقية. كان الغرض من الصور إحداث صدمة للجماهير المشاهِدة، بتذكيرهم أن الرقيق يشاركونهم إنسانيتهم، والتدليل على أن العبيد لا ينتمون إلى فئة «الآخر المختلف».

## الخلفية التاريخية
كان الاستغلال الجنسي للعبيد على يد سادتهم، أو أبناء سادتهم، أو المشرفين، أو غيرهم من الرجال البيض ذوي النفوذ، شائعًا جدًا في الولايات المتحدة لدرجة أنه أصبح أمرًا روتينيًا (انظر أطفال المزرعة). بحلول تعداد الولايات المتحدة 1860، شكل العبيد ذوي الأعراق المختلطة نحو 10% من الأربعة ملايين عبد الذين جرى تعدادهم، وقد كانوا أكثر عددًا في أعالي الجنوب. تواجدت العبودية هناك لفترة أطول، وفي المزارع الصغيرة عمومًا، وعاش العبيد، على نحو أكثر قربًا، مع العمال البيض وأسيادهم، وهو ما أدى إلى زيادة الاحتكاك بالبيض. يُعتقد أن نحو 5% من العبيد المولودين في جنوب الولايات المتحدة؛ وُلدوا من أسياد بيض.
يُظهر تحليل مجموعة روايات العبيد التابعة لوكالة إدارة الأشغال العامة، التي جُمعت في ثلاثينيات القرن العشرين، أنه عندما ناقشت النساء أصل أنسابهن على نحو عام، ذكر نحو ثلث هؤلاء النساء، المستعبدات سابقًا، إنهن أنجبن طفلًا من أب أبيض، أو كن هن أنفسهن من أب أبيض. كثيرًا ما رُوجت محنة هؤلاء الأرقاء، مختلطي الأعراق، لا سيما الأطفال، كوسيلة لتعزيز قضية التحرير من العبودية.
تواجدت أيضًا تصريحات عامة أدلى بها نشطاء مؤيدون للعبوية أرادوا إضفاء الطابع القانوني على الرق في جميع أنحاء البلاد، وإلغاء الحظر الذي فرضته الدولة، وأنه ما من سبب لتفسير اقتصار العبودية على السود. بحسب قولهم، لكانت حياة العمال البيض الشماليين أفضل لو أنهم عاشوا كعبيد.

## استخدام مؤيدي مبدأ إبطال الاسترقاق «للعبيد البيض»

### لا قصصيًا
تشمل الأعمال غير القصصية التي كتبها العبيد الفارون من ذوي الأعراق المختلطة الذين استخدموا مظهرهم الأوروبي «للعبور نحو مجتمعات البيض» والحصول على الحرية: إيلين كرافت: الركض لألف ميل من أجل الحرية (شاركت في تأليفها مع زوجها وليم). كثيرًا ما ظهرت كرافت أيضًا بوصفها متحدثة في دائرة محاضرات إلغاء الرق، والتي يحضرها أغلبية من أسلاف البيض.
روجت كرافت وزوجها وليم وغيرهما من دعاة إلغاء الرق لحياة سالومي مولر، وهي مهاجرة ألمانية تيتمت في طفولتها بعد وصولها إلى نيو أورلينز بوقت قصير. مع أن مولر (التي عُرفت لاحقًا بسالي ميلر) كانت من أصل أوروبي تمامًا، فقد استُعبدت كطفلة، وعوملت كعبدة من ذوي الأعراق المختلطة. دفع خطر خطف الفتيات البيض وإلقائهن في العبودية باركر بيلسبري إلى أن يكتب إلى وليم لويد غاريسون: «البشرة البيضاء ليست بمأمن البتة. لا ينبغي أن تأخذني الجرأة على ترك أطفالًا بيضًا يلعبوا في الخارج بمفردهم، خاصة في الليل.... أكثر من ألا ينبغي أن تأخذني الجرأة على إرسالهم إلى غابة من النمور والضباع».
كانت فاني فرجينيا كاسوبيا لورانس جارية بيضاء شابة أُطلق سراحها في أوائل سنة 1863. تبنتها كاثرين إس. لورنس من نيويورك وعمدها هنري وارد بيتشر في كنيسة بليموث الأبرشية في بروكلين، نيويورك. بِيعت أيضًا صور بطاقة زيارة لها لجمع الأموال من أجل قضية التحرير من العبودية.